# Allocosa molicola
Allocosa molicola este o specie de păianjeni din genul Allocosa, familia Lycosidae. A fost descrisă pentru prima dată de Strand, 1906.
Este endemică în Etiopia. Conform Catalogue of Life specia Allocosa molicola nu are subspecii cunoscute.